# ماسه در چشم (فیلم)
«ماسه در چشم» (بنگالی: চোখের বালি) فیلمی هندی است که در سال ۲۰۰۳ منتشر شد. از بازیگران آن می‌توان به آیشواریا رای و پروسنجیت چاترجی اشاره کرد.